# Die unglaubliche Reise des Sir Francis Drake
Die unglaubliche Reise des Sir Francis Drake (Originaltitel: The Immortal Voyage of Captain Drake) ist ein US-amerikanisch-bulgarischer Historienfernsehfilm aus dem Jahr 2009 von David Flores.

## Handlung
1592. Es ist bereits vier Jahre her, dass Sir Francis Drake mit seiner englischen Flotte der spanischen Armada unterlag. Die Spannungen zwischen den beiden Seemächten sind immer noch tief, insbesondere zwischen Drake, dem Piraten der Königin und seinem lebenslangen Erzfeind, Kapitän Don Sandovate. Eines Tages gerät Drake nach erfolgreichen Kämpfen gegen die Spanier in Seenot. Er wird von einem arabischen Potentaten gerettet. Er entpuppt sich als ein syrischer Sultan und verlangt als Dank für die Rettung Drakes Früchte vom Baum der Erkenntnis. Um diese zu bekommen, hält er außerdem seine Tochter Isabella als Geisel.
Nun beginnt ein Wettlauf gegen die Zeit, denn auch Don Sandovate ist ihm auf der Fährte. Auf seiner Reise entdeckt er exotischen fremden Ländern und muss sich mysteriösen Kreaturen stellen.

## Hintergrund
Gedreht wurde der Film überwiegend in Sofia. Er erzählt die Geschichte von Sir Francis Drakes Leben nach dessen Niederlage gegen die spanische Armada. Ergänzt wird die Geschichte um seine fiktive Tochter Isabella.
Der Film feierte seine Premiere am 17. Januar 2009 in den USA, am 1. Februar 2010 erschien der Film in Deutschland. Dort erschien er unter dem Langtitel Der König der Piraten – Die unglaubliche Reise des Sir Francis Drake.

## Rezeption
„Überdrehtes Fantasy-Abenteuer, das mit einfachen und preiswerten Mitteln "Fluch der Karibik" nachstellen will, an dieser Vorgabe aber chancenlos scheiterte.“

Auf Rotten Tomatoes hat der Film bei über 100 Bewertungen eine mäßige Wertung von 27 %. In der Internet Movie Database kommt der Film auf eine Wertung von 4,0 von 10,0 Sternen bei knapp 600 Stimmen.